# Helius albitarsis
Helius albitarsis är en tvåvingeart. Helius albitarsis ingår i släktet Helius och familjen småharkrankar.

## Underarter
Arten delas in i följande underarter:
- H. a. albitarsis
- H. a. fumipennis
- H. a. fuscipes